# De dansende menhirs
De dansende menhirs is een  stripverhaal uit de reeks van Jerom. Het verscheen in 1973.

## Locaties
- Auvergne, Cantal, herberg, kasteel

## Personages
- Jerom, Odilon, professor Barabas, tante Sidonia, Celestin Potfdefleur (man met ossenspan), Valentijn en Ourson Pommerol, herbergier, dorpelingen

## Het verhaal

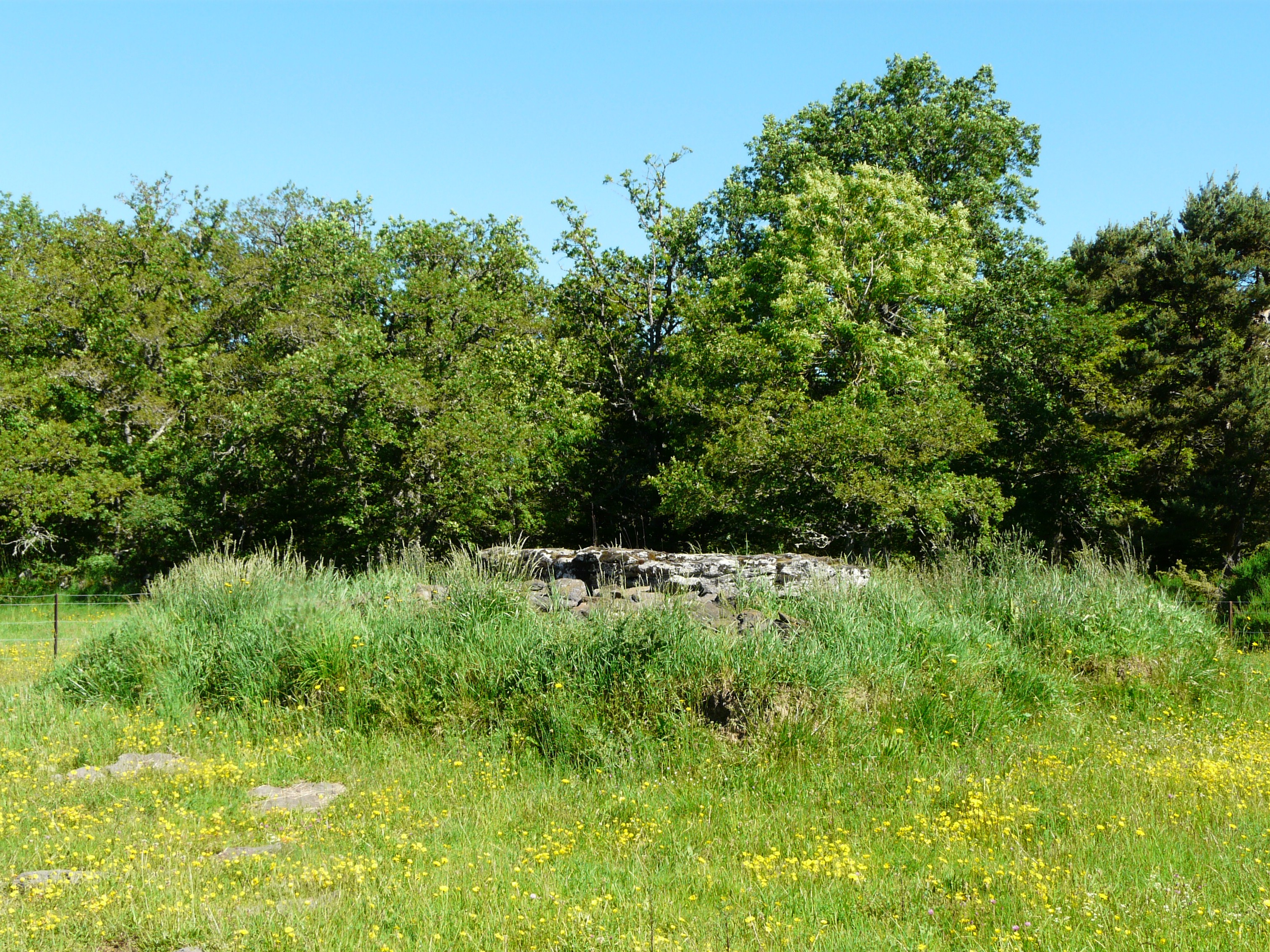
Dolmen Tablo Loop bij Cantal, 23 juni 2016

In Auvergne is er nog veel bijgeloof en vrees voor occulte machten. De boeren van Cantal houden vol dat de menhirs 's nachts dansen over de velden. Professor Barabas maakt een studie over de folklore en het oude bijgeloof en reist met zijn vrienden naar Cantal. De archieven van de Morotari zijn slecht gedocumenteerd op dit gebied en Jerom gelooft er niet in. De vrienden komen bij een bouwwerk en professor Barabas legt uit dat dit geen menhir, maar een dolmen is. Later komen ze bij de menhirs en de professor vertelt dat Pre-Keltische mensen met deze stenen de seizoenen, maan- en zonsverduisteringen konden berekenen. Jerom duwt een menhir om, hij wil controleren of er geen wielen onder de steen zitten. Dan zien de vrienden een op hol geslagen ossenspan en Jerom kan de berijder redden. De man is dankbaar, maar schrikt enorm als hij ziet dat Jerom de menhir kan laten bewegen. Professor Barabas verklaart dat Jerom geen kobold is, maar de man gaat er toch snel vandoor.
Die avond eten de vrienden in de herberg in het dorp en als Celestin binnenkomt, trakteert hij op een fles wijn. Celestin is dankbaar dat Jerom hem heeft gered en de vrienden vragen naar de geschiedenis van de dansende menhirs. Celestin vertelt dat de dansende menhirs enorm veel schade veroorzaken en vertelt over het toverboek van Maître Pommerol waarin een sleutel van het mysterie te vinden is. Maître Pommerol heeft de stenen behekst en is inmiddels overleden. Het merk van de wijn heeft dezelfde naam en de zonen van de overleden Pommerol wonen nog in het kasteel. De vrienden gaan de volgende dag naar het kasteel en de professor vertelt dat de namen Ourson en Valentijn komen van de tweeling van de godin Belisama. Maître Pommerol heeft zich verdiept in de mythologie van zijn voorouders door zijn kinderen te vernoemen naar deze tweeling. De twee mannen zijn niet blij met het bezoek aan hun kasteel en na enig aandringen van Jerom kan professor Barabas het toverboek inzien.

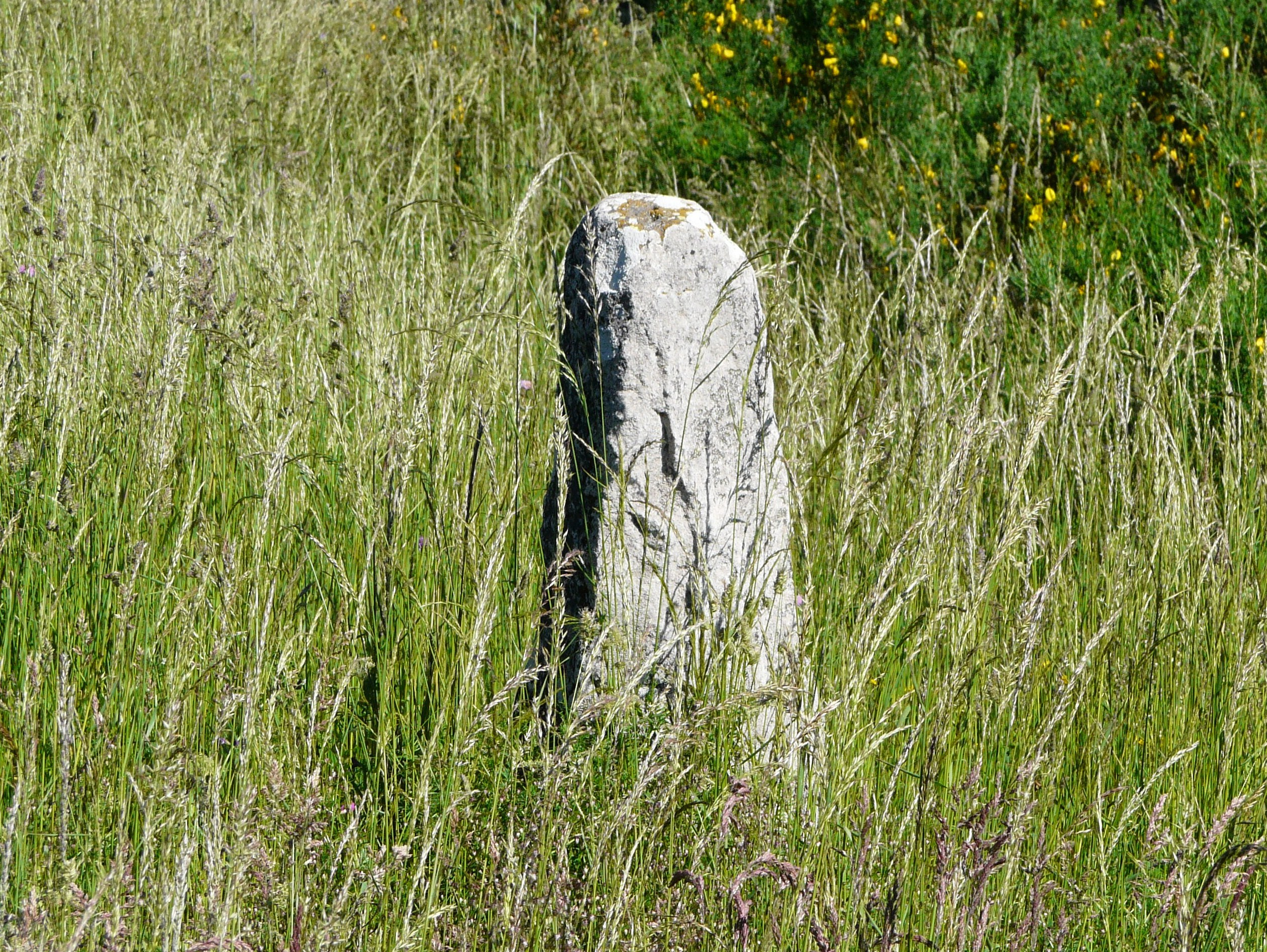
De menhir de Bargueyrac in Cantal, 23 juni 2016

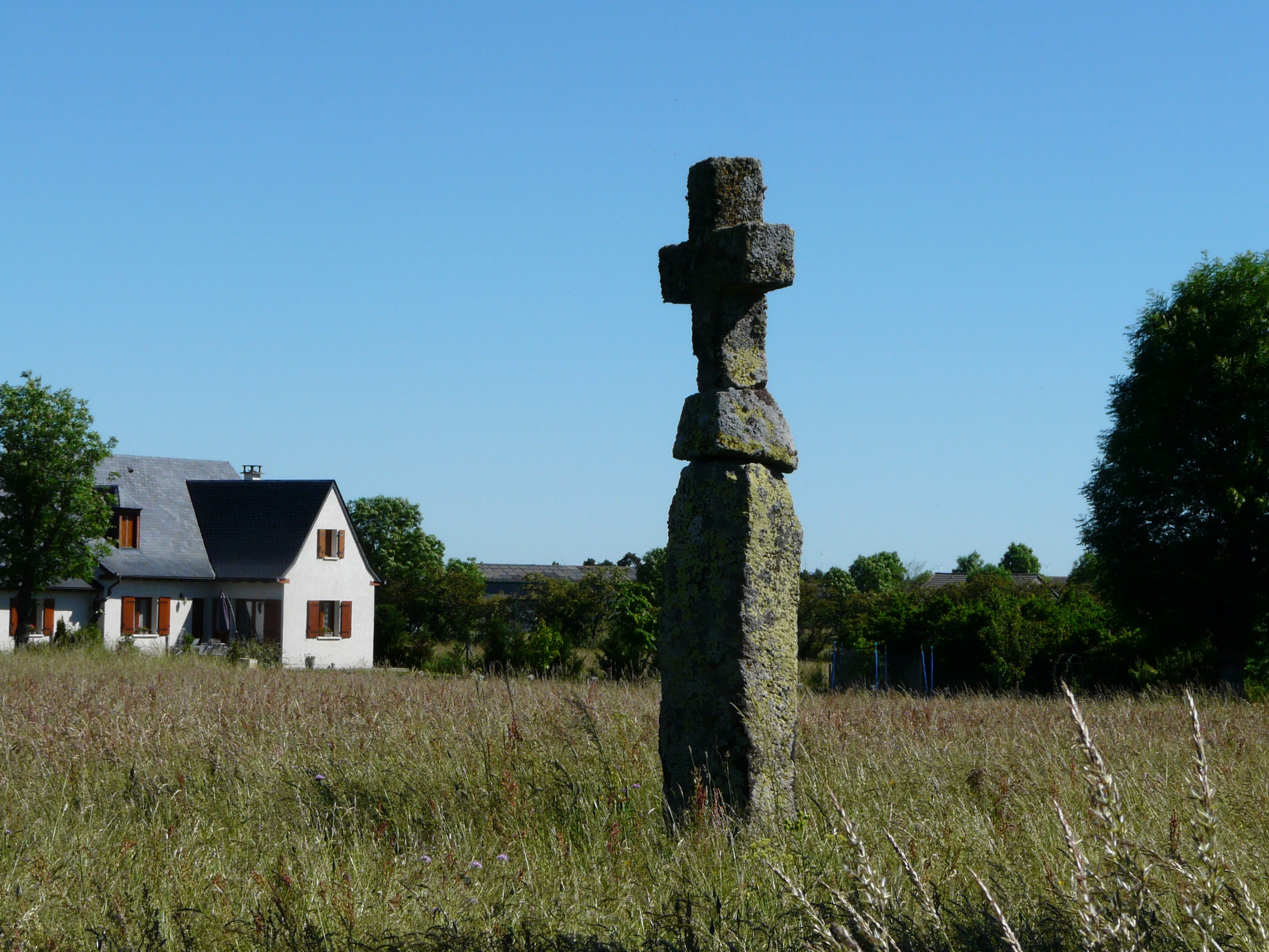
De menhir Christianisé in Cantal, 23 juni 2016

Verzamelaars en antiquairs hebben al veel geld geboden voor het boek en tante Sidonia betaalt de twee mannen uit de reiskas van Morotari. Ourson ruilt het toverboek om door een dummy, maar Odilon ontdekt dit en Jerom straft de twee broers voor hun daad. Professor Barabas gaat met het toverboek naar de menhirs, maar ontdekt dat de toverformule om de stenen te laten bewegen niet meer te ontcijferen is. Odilon bladert door het boek en ziet een plaatje van een vliegend persoon, waarna hij zelf opeens ook kan vliegen. Celestin komt bij de vrienden en probeert tante Sidonia te kalmeren, hij legt uit dat Maître Pommerol ook vaak rondvloog bij de menhirs. Jerom haalt Odilon met zijn motor uit de lucht en professor Barabas verbiedt Odilon om ooit weer in het toverboek te lezen. De vrienden gaan die avond terug naar het dorp en ze zien de vreugdevuren voor Sint Jan. Volgens het volksgeloof wil men de zon aanmoedigen om te blijven schijnen door het aanleggen van deze vuren. 
Celestin vertelt dat de menhirs op stap gaan in de nacht van de Sint-Jansvuren en de vrienden gaan terug naar de menhirs. Het is volle maan en bijna middernacht en Jerom vertelt over het spookuur. Dan ziet Celestin een van de menhirs door het land huppelen en Jerom kan de beweging niet stoppen. Alle menhirs komen in beweging en ze dansen in het rond. Dan roept professor Barabas een magische formule en de stenen springen terug naar hun oorspronkelijke standplaats. De gebroeders Pommerol zien dat de professor de formule heeft ontcijfert en ze ontvoeren Odilon met het boek. Jerom zet de achtervolging in, maar raakt de ontvoerders kwijt. De vrienden verzorgen Celestin, de emoties zijn hem te veel geworden. Jerom gaat de volgende dag naar het kasteel van de Pommerols en ziet een donker luik op het binnenplein. Er verschijnt een raket en Jerom kan deze net ontwijken. 's Nachts springen tante Sidonia en professor Barabas met parachutes van de motor van Jerom en zien dat de broers zich in de torenkamer hebben verschanst. Jerom kan de mannen verslaan en hij bevrijdt Odilon uit de kelder. 
Dan verschijnt Celestin en een andere man uit het dorp. Ze vertellen dat de menhirs het dorp bedreigen en de vrienden haasten zich naar het dorp. Professor Barabas spreekt de magische formule nogmaals uit en de stenen keren terug naar hun oorspronkelijke standplaats. De dorpelingen zijn erg blij en professor Barabas vertelt dat het toverboek verbrand moet worden om ervoor te zorgen dat de toverkracht van Pommerol voor altijd gebroken zal zijn. Er wordt een brandstapel aangelegd en de vrienden gooien het toverboek in de vlammen. De plaatselijke veldwachter haalt Ourson en Valentijn op en Celestin trakteert iedereen op een wijn van een goed jaar. Na het feest vertrekken de vrienden en zullen verslag uitbrengen bij Morotari.